# La Neuville-aux-Larris
La Neuville-aux-Larris és un municipi francès, situat al departament del Marne i a la regió del Gran Est. L'any 2007 tenia 168 habitants.

## Demografia

### Població
El 2007 la població de fet de La Neuville-aux-Larris era de 168 persones. Hi havia 75 famílies, de les quals 25 eren unipersonals (21 homes vivint sols i 4 dones vivint soles), 25 parelles sense fills, 21 parelles amb fills i 4 famílies monoparentals amb fills.
La població ha evolucionat segons el següent gràfic:
Habitants censats

### Habitatges
El 2007 hi havia 87 habitatges, 79 eren l'habitatge principal de la família i 8 estaven desocupats. Tots els 87 habitatges eren cases. Dels 79 habitatges principals, 61 estaven ocupats pels seus propietaris, 13 estaven llogats i ocupats pels llogaters i 4 estaven cedits a títol gratuït; 1 tenia dues cambres, 9 en tenien tres, 13 en tenien quatre i 55 en tenien cinc o més. 67 habitatges disposaven pel capbaix d'una plaça de pàrquing. A 33 habitatges hi havia un automòbil i a 38 n'hi havia dos o més.

### Piràmide de població
La piràmide de població per edats i sexe el 2009 era:
| Homes | Edats   | Dones |
| ----- | ------- | ----- |
| 0     | 95 o +  | 0     |
| 0     | 90 a 94 | 0     |
| 4     | 85 a 89 | 0     |
| 4     | 80 a 84 | 0     |
| 8     | 75 a 79 | 4     |
| 4     | 70 a 74 | 12    |
| 4     | 65 a 69 | 8     |
| 4     | 60 a 64 | 4     |
| 4     | 55 a 59 | 0     |
| 8     | 50 a 54 | 8     |
| 4     | 45 a 49 | 8     |
| 4     | 40 a 44 | 4     |
| 8     | 35 a 39 | 8     |
| 4     | 30 a 34 | 4     |
| 4     | 25 a 29 | 0     |
| 4     | 20 a 24 | 8     |
| 0     | 15 a 19 | 4     |
| 0     | 10 a 14 | 4     |
| 8     | 5 a 9   | 4     |
| 4     | 0 a 4   | 0     |

## Economia
El 2007 la població en edat de treballar era de 112 persones, 91 eren actives i 21 eren inactives. De les 91 persones actives 88 estaven ocupades (44 homes i 44 dones) i 3 estaven aturades (1 home i 2 dones). De les 21 persones inactives 10 estaven jubilades, 6 estaven estudiant i 5 estaven classificades com a «altres inactius».

### Ingressos
El 2009 a La Neuville-aux-Larris hi havia 78 unitats fiscals que integraven 181 persones, la mediana anual d'ingressos fiscals per persona era de 23.237 €.

### Activitats econòmiques
Dels 8 establiments que hi havia el 2007, 3 eren d'empreses alimentàries, 2 d'empreses de construcció, 1 d'una empresa de comerç i reparació d'automòbils, 1 d'una empresa d'hostatgeria i restauració i 1 d'una entitat de l'administració pública.
Els 2 serveis als particulars que hi havia el 2009 eren lampisteries.
L'any 2000 a La Neuville-aux-Larris hi havia 26 explotacions agrícoles.

## Poblacions més properes
El següent diagrama mostra les poblacions més properes.